# 2017년 베로나 버스 사고
2017년 베로나 버스 사고는 2017년 1월 20일 이탈리아 베로나 근처 아우토스트라다 A4 도로에서 발생한 버스 사고를 말한다. 자정 직전 철제 방호벽을 들이받고 화재가 발생했다. 프랑스 스키 여행을 다녀오던 부다페스트의 한 고등학교 학생들과 교사, 학부모, 운전자 등 총 55명이 타고 있었다. 16명의 헝가리인이 사망하였으며, 26명이 부상당했다.